# 卡凡·比吉歐
卡凡·湯瑪斯·比吉歐（英語：Cavan Thomas Biggio，1995年4月11日—），為美國職棒大聯盟的二壘手，目前為自由球員，他先前曾效力於藍鳥、道奇、勇士與皇家等隊。他是名人堂球星克雷格·比吉歐的兒子。

## 職業生涯
比吉歐在2016年大聯盟選秀的第五輪被藍鳥選走，他以30萬美元成功加盟藍鳥。該年他從短期1A開啟職業生涯，球季結束前升上1A。2017年，比吉歐升上高階1A，並於隔年升上2A。最後他在2019年升上3A。
2019年5月24日，比吉歐登上大聯盟。他在兩天後敲出大聯盟首安，並在隔日敲出大聯盟首轟。9月17日，他在金鶯主場達成完全打擊，為隊史第三位達成此成就的選手。他和他父親更成為大聯盟第二對都在大聯盟達成過完全打擊的父子檔。這年比吉歐的打擊率為2成34。
2020年，比吉歐出賽59場比賽，打擊率為2成50，並敲出8轟與28分打點。

## 個人生活
比吉歐的父親是名人堂選手克雷格·比吉歐。他和小弗拉迪米爾·葛雷諾也成為大聯盟史上首對名人堂選手之子的隊友。他的哥哥Conor曾在2015年美國職棒大聯盟選秀上第34輪被太空人選中，不過他現在在擔任大聯盟主席的辦公室助理。而他的妹妹Quinn是一名壘球選手。

## 外部連結
- 球員資訊和成績在MLB ，ESPN ，Retrosheet ，Baseball Reference ，Baseball Reference (Minors) ，Fangraphs ，The Baseball Cube （英文）
- 卡凡·比吉歐的X（前Twitter）
- 卡凡·比吉歐的Instagram帳戶

| 成就               | 成就                   | 成就             |
| ------------------ | ---------------------- | ---------------- |
| 前任： 強納森·維拉 | 完全打擊 2019年9月17日 | 繼任： 崔亞·特納 |